# Dymitr (biskup etiopski)
Dymitr – duchowny Etiopskiego Kościoła Ortodoksyjnego, od 2018 biskup Wschodniej Kanady.

## Życiorys
Sakrę biskupią otrzymał 18 stycznia 2007 jako hierarcha Etiopskiego Kościoła Ortodoksyjnego na Wygnaniu. W 2018 oba etiopskie patriarchaty się pojednały, a wszyscy biskupi obu frakcji weszli w skład jednego ogólnokościelnego Synodu. 12 listopada 2018 został mianowany biskupem nowo utworzonej diecezji Wschodniej Kanady.